# Metallåtervinning Arena
La Metallåtervinning Arena, nommée précédemment Gränbyhallen, est une patinoire située à Upsal en Suède.

## Configuration
Le complexe est constitué de trois patinoires ayant respectivement 2 800, 350 et 250 places.

## Équipes résidentes
L'équipe de hockey sur glace d'Almtuna IS qui évolue en Allvenskan, le deuxième échelon suédois, joue ses matchs dans la grande aréna, de même que l'équipe d'Uppsala Hockey qui évolue, quant à elle, en Hockeyettan, le 3e échelon.